# Стэнс, Морис
Морис Хьюберт Стэнс (англ. Maurice Hubert Stans; 22 марта 1908 — 14 апреля 1998) — американский бухгалтер и политик, министр торговли США (1969—1972).

## Биография
Стэнс родился 22 марта 1908 года в Шакопи (Миннесота), в семье Джеймса Хьюберта и Матильды Стэнс. Его дед и бабушка по отцовской линии были бельгийскими иммигрантами, переехавшими в США в 1880 году. После окончания школы в 1925 году Стэнс работал на литейном заводе, а потом уехал в Чикаго со своим другом Отто Ф. Шульцем. В том же году он начал работать бухгалтером и стал посещать вечерние занятия в Северо-Западном университете. В 1928 году Стэнс устроился в фирму Alexander Grant and Company сертифицированным бухгалтером и продолжил учёбу на полставки в Колумбийском университете в Нью-Йорке.
В 1955—1957 годах Стэнс был заместителем генерального почтмейстера США. С 1957 по 1958 год работал заместителем директора Административно-бюджетного управления, а с 1958 по 1961 год занимал должность директора организации. В 1960 году Стэнс попал в Зал славы бухгалтеров.
21 января 1969 года Морис Стэнс был назначен министром торговли США в администрации президента Никсона. В середине февраля 1972 года он ушёл с поста министра и возглавил Комитет по переизбранию президента в предвыборной кампании Никсона. 12 марта 1975 года Стэнс признал себя виновным по трём пунктам обвинения в нарушении разделов отчётности Федерального закона о избирательной кампании и по двум пунктам обвинения в получении незаконных пожертвований на избирательную кампанию. Его оштрафовали на 5000 $.